# Prosopocera bivittata
Prosopocera bivittata är en skalbaggsart som först beskrevs av Aurivillius 1913.  Prosopocera bivittata ingår i släktet Prosopocera och familjen långhorningar. Inga underarter finns listade i Catalogue of Life.